# Grand Theft Auto V
Grand Theft Auto V, spesso abbreviato in GTA V, è un videogioco action-adventure sviluppato da Rockstar North e pubblicato da Rockstar Games. Pubblicato inizialmente il 17 settembre 2013 per PlayStation 3 e Xbox 360, il titolo è stato successivamente reso disponibile per PlayStation 4 e Xbox One il 18 novembre 2014, per Windows il 14 aprile 2015, per PlayStation 5 e Xbox Series X/S il 15 marzo 2022 e, infine, in una versione Enhanced per PC il 4 marzo 2025. Questa edizione aggiornata include miglioramenti grafici, ray tracing, caricamenti più rapidi e nuove funzionalità per GTA Online. La pubblicazione su tre diverse generazioni di console ha contribuito a consolidare il successo del titolo, rendendolo uno dei videogiochi con il ciclo di distribuzione più lungo nella storia del medium.
Il gioco rappresenta il settimo capitolo principale della popolare serie Grand Theft Auto, il dodicesimo considerando anche gli spin-off e il quindicesimo se si includono le espansioni.
Grand Theft Auto V è stato accolto come un fenomeno culturale globale, raggiungendo vendite complessive superiori a 200 milioni di copie in tutto il mondo. Questo successo lo colloca al secondo posto nella classifica dei videogiochi più venduti della storia, superato unicamente da Minecraft. Il gioco ha inoltre stabilito diversi record, tra cui l’incasso di un miliardo di dollari in soli tre giorni dalla pubblicazione, traguardo che gli è valso un posto nel Guinness World Records.
Grazie ai suoi straordinari risultati, Grand Theft Auto V è diventato uno dei prodotti di intrattenimento più redditizi di tutti i tempi, con un incasso complessivo che supera i dieci miliardi di dollari dal momento della sua pubblicazione nel 2013.

## Trama
North Yankton, 2004: Nella cittadina di Ludendörff Trevor Philips, Michael Townley e Brad Snider effettuano una rapina presso un deposito della zona, ma le cose non vanno come previsto; durante la fuga, Michael e Bradley vengono uccisi da un cecchino, mentre Trevor scompare nella nebbia inseguìto dalla polizia.
Nove anni dopo, nel 2013, si scopre che Michael è in realtà ancora vivo e si è fatto una nuova vita a Los Santos e che frequenta regolarmente uno psicologo, con il quale si sfoga della sua difficile situazione familiare.
Franklin Clinton, giovane criminale di strada legato a un gruppo di gang locali conosciuto come "Le Famiglie" (The Families), riceve l'ordine da Simeon Yetarian, truffatore e titolare armeno del concessionario in cui lavora, di recuperare un'auto da James "Jimmy" De Santa, figlio di Michael, poiché quest'ultimo è in ritardo con il pagamento delle rate della macchina. Avendo capito che il figlio sta per essere derubato, Michael si nasconde nell'auto che Franklin deve recuperare; il giovane viene quindi sorpreso e costretto sotto minaccia a irrompere nel concessionario, cosicché Michael possa regolare i conti con Simeon. Dopo questo evento Franklin viene licenziato.
Poco tempo dopo, ormai disoccupato, Franklin, che Michael aveva formalmente invitato, si reca di nuovo a casa di quest'ultimo e, con la scusa di una bevuta, gli chiede se può aiutarlo a trovare un lavoro. Dapprima restio, Michael si convince comunque a fare due chiacchiere con lui e accetta. Proprio mentre salgono in auto, arriva però la chiamata del figlio Jimmy che, all'insaputa del padre, ha tentato di vendere il suo yacht e ora si trova immischiato in un tentativo di furto. Dopo un rocambolesco inseguimento in auto lungo l'autostrada, Michael riesce a salvare Jimmy grazie all'aiuto acrobatico di Franklin, ma non a recuperare lo yacht a causa di un'avaria al motore dell'auto di Amanda, la moglie di Michael.
Tempo dopo, Michael scopre che Amanda lo sta tradendo con il suo istruttore di tennis. Insieme a Franklin, Michael insegue l'amante fino a una villa situata a Vinewood Hills (ispirata a Hollywood Hills di Los Angeles), demolendola in preda all'ira tramite un pick-up con un argano. La villa apparteneva però a un trafficante di droga messicano, Martin Madrazo, che esige un risarcimento di due milioni e mezzo di dollari per i danni subiti. Franklin da subito si rende disponibile a dargli una mano e questo fa sì che il giovane entri definitivamente nelle grazie dell'ex rapinatore, cementando un reale rapporto di amicizia. Ritrovatosi immerso nei debiti e avendo esperienza di "un solo modo per guadagnare soldi", Michael decide di tornare in attività. I due saldano il debito con Martin grazie al denaro ottenuto da una rapina alla gioielleria Vangelico, organizzata con l'aiuto di un vecchio amico di Michael, Lester Crest.
Trevor Philips, l'altro sopravvissuto alla rapina di Ludendörff, vive ora a Sandy Shores, nella Blaine County, dove in combutta con gli amici Ron Jakowski, Wade Hebert e Chef gestisce la TPI (Trevor Philips Industries), una società dedita alla produzione e allo spaccio di metanfetamine. Guardando un servizio giornalistico alla TV, Trevor viene a sapere del colpo, e capisce che Michael, grazie ad una citazione utilizzata da quest'ultimo, è in qualche modo coinvolto, per cui riesce a rintracciarlo scoprendo che, nel frattempo, aveva cambiato cognome da Townley a De Santa, e si riunisce al suo, pur restio, vecchio amico dopo essersi temporaneamente trasferito a Los Santos insieme a Wade, nell'appartamento del cugino di quest'ultimo, Floyd, a Vespucci Beach.
A questo punto, i protagonisti iniziano a perdere il controllo delle loro vite. L'inaspettato ritorno di Trevor rende Michael sempre più intrattabile e nervoso, il che spinge la sua famiglia a lasciarlo. Franklin inizia a contemplare l'idea di abbandonare la vita da gangster di strada e di separarsi dall'amico d'infanzia Lamar Davis, che è costantemente invischiato in lotte con i Ballas, una gang rivale (già apparsi in Grand Theft Auto: San Andreas come nemici della gang del protagonista), ed è sotto l'influenza di Harold "Stretch" Joseph, un tempo rispettato veterano delle Famiglie. Trevor tenta di consolidare il suo contrabbando di metanfetamine a Blaine County, ma si scontra con diverse organizzazioni criminali e non: i Lost MC (che si inimica uccidendo Johnny Klebitz), i fratelli O'Neil (ai quali fa esplodere il laboratorio), la Triade cinese guidata da Wei Cheng e l'agenzia di sicurezza privata Merryweather Security Consulting.
La FIB scopre che Michael è coinvolto nella rapina alla gioielleria e, per evitare l'arresto, l'uomo viene costretto dagli agenti corrotti Dave Norton, Steve Haines e Andreas Sanchez a portare a termine una serie di operazioni insieme a Franklin e Trevor per ostacolare un'agenzia rivale, l'IAA (International Affairs Agency, controparte di un mix fra l'NSA e la CIA). Le due agenzie sono infatti coinvolte in una guerra burocratica per determinare chi dovrà ricevere un aumento dei fondi da parte del governo statunitense.
Dopo aver recuperato da un camion blindato dei soldi diretti alla IAA, Michael li porterà a un contatto di Steve, il miliardario Devin Weston, il quale, in cambio dei suoi servigi, gli fa conoscere Solomon Richards, direttore dello studio cinematografico Richards Majestic. Michael è infatti fortemente motivato da un'intensa passione per il cinema e, dopo aver svolto alcuni lavori per conto dello studio, si guadagna la fiducia di Solomon e diventa produttore associato del film Meltdown, in prossima uscita.
Intenzionato a conoscere meglio Franklin, Trevor si unisce a lui e Lamar in uno scambio di droga con i Ballas, organizzato da Stretch a Grove Street. Proprio Trevor, grazie alla sua maggiore esperienza, scopre che i Ballas volevano truffare i due giovani vendendo loro del semplice gesso spacciato per cocaina. Smascherata la truffa, il trio cade vittima di un agguato dei Ballas, che degenera in una grossa sparatoria per le strade del quartiere in cui viene coinvolta anche la polizia, e i tre approfittano della confusione per fuggire. Franklin cerca di convincere Lamar che Stretch li ha traditi e ha cercato di ucciderli, ma l'amico rimane in preda all'ingenuità.
A seguito di diverse operazioni più o meno riuscite, Michael e Trevor sono costretti a nascondersi temporaneamente a Sandy Shores quando, dopo aver eseguito un compito per conto di Martin Madrazo ed essersi visti rifiutare il dovuto pagamento, Trevor ha la sorprendente iniziativa di rapire Patricia, la moglie del boss. Viene inoltre messa in atto una nuova rapina, stavolta presso la banca locale nella cittadina di Paleto Bay, per finanziare un'ulteriore operazione di Steve Haines, che vuole infiltrarsi nei laboratori di ricerca Humane e rubare del gas nervino che servirebbe all'IAA per simulare un attacco terroristico e ricevere ulteriori fondi.
Nel frattempo, Trevor organizza un colpo su un treno della Merryweather che sta trasportando un oggetto di valore, che sembrerebbe trattarsi di un'antica statuetta d'oro massiccio dai tratti precolombiani. Il colpo si rivela un successo, ma Michael cerca di convincere Trevor a consegnare la refurtiva a Martin e liberare Patricia, così da poter far pace con il boss messicano; quando questi rifiuta perché innamoratosi di lei, Michael gli promette che, se la consegnerà, si organizzerà con Franklin e Lester per realizzare il loro più grande sogno: rapinare la Union Depository, la principale banca di Los Santos, nonché la più grande della West Coast. Trevor accetta a malincuore e i due tornano a Los Santos dopo essersi riappacificati con Martin Madrazo, che nel frattempo ha molto apprezzato la statuetta rubata.
Dopo qualche tempo e alcune discussioni con Michael, Trevor inizia a sospettare che Brad, l'altro complice della rapina di Ludendörff, non sia in prigione come ha sempre creduto, ma morto e seppellito nella tomba inumata di Michael. Dopo l'ennesimo litigio con quest'ultimo, Trevor si reca al cimitero di Ludendörff, scoprendo l'amara verità mentre viene raggiunto da Michael: il cecchino che ha ucciso Brad altri non è che l'agente Dave Norton, che al tempo si era accordato con Michael per far fallire il colpo e simulare la sua morte, così che potesse iniziare una nuova vita con la sua famiglia, mentre Dave si sarebbe preso tutti i meriti per l'uccisione di Michael Townley. Sentendosi tradito dall'amico, Trevor lo minaccia, ma ad un tratto alcuni uomini della Triade di Wei Cheng tendono loro un agguato. Trevor riesce a fuggire, mentre Michael viene rapito. Di ritorno a Los Santos, Trevor viene contattato da Cheng, che lo minaccia di uccidere Michael se egli non consentirà alla Triade di espandersi a Blaine County, ma Trevor mostra completa indifferenza e respinge le sue richieste, di fatto abbandonando Michael al suo destino, e mettendo in forse i preparativi per il colpo alla Union Depository. Franklin, dopo aver scoperto da Lester che Michael è scomparso, riesce a rintracciarlo e salvarlo burrascosamente prima che la Triade possa ucciderlo.
Gli agenti Steve e Dave si ripresentano e affidano a Michael e Franklin un ultimo lavoro: infiltrarsi dentro la sede della West Coast dell'FIB e distruggere delle prove che potrebbero compromettere Steve, tenuto sotto stretta sorveglianza dai suoi superiori a causa dei suoi metodi “poco ortodossi”. Durante l'assalto alla sede dell'FIB, Michael ne approfitta per cancellare anche i dati a suo sfavore, liberandosi dal giogo di Steve.
Dopo il lavoro, Dave si incontra con Michael al Kortz Center, con l'intenzione di aiutarlo a liberarsi di Steve, ma quest'ultimo raggiunge i due insieme all'agente Sanchez e una divisione corrotta dell'FIB, per arrestare Michael, ma a loro volta vengono interrotti dall'IAA che, insieme al doppiogioco di Sanchez, tenta di arrestare Steve per "attività anti-americane" e poco dopo dalla Merryweather, che nel frattempo sta dando la caccia ai responsabili del colpo al loro treno. Inizia un conflitto a fuoco fra le tre agenzie e Dave e Michael ne approfittano per scappare. Trevor li raggiunge e li aiuta a mettersi in salvo, affermando che solo lui ha il diritto di uccidere Michael, facendo intendere tuttavia, senza ammetterlo esplicitamente, che in fondo ha perdonato l'amico. Nonostante ciò, nel prosieguo del gioco manterrà comunque un atteggiamento di acida freddezza nei confronti di Michael.
La famiglia di Michael, dopo il periodo di allontanamento, decide di tornare a casa e di perdonarlo, dandogli una seconda possibilità. La Richards Majestic ha nel frattempo terminato le riprese di Meltdown e il film è pronto per una prima all'Oriental Theater di Vinewood. Devin Weston, uno dei principali azionisti, ha però intenzione di boicottare il film per far fuori Solomon, comprare lo studio cinematografico e demolirlo per costruirci un complesso residenziale. Devin affida alla sua avvocatessa Molly Schultz il compito di portare al sicuro all'estero la bobina del film, in attesa di ordini su come distruggerla. Michael si ribella, e insegue la donna fino al Los Santos International Airport. Raggiunto l'hangar di Devin dopo un lungo inseguimento, Molly viene accidentalmente risucchiata dentro la turbina di un aereo, finendo triturata. Telefonando a Solomon, Michael scopre che la morte di Molly è stata inutile, dal momento che lo staff del regista dispone di svariate copie digitali del film.
Lamar, nel frattempo, cade vittima ancora una volta di una trappola di Stretch e viene rapito dai Ballas. Franklin rintraccia il possibile luogo in cui Lamar è detenuto, una segheria abbandonata di Paleto Bay usata dai Ballas come copertura per la produzione di droga. Con l'aiuto di Michael e Trevor, Franklin attacca la segheria e riporta Lamar a Los Santos.
Congedatosi dall'amico dopo un'accesa discussione, lo raggiungono gli agenti Steve e Dave che gli ordinano di uccidere Trevor, in quanto considerato inaffidabile e pericoloso per loro. La sera stessa, Michael si reca insieme a Jimmy alla prima di Meltdown; mentre attendono l'arrivo di Amanda e Tracey, giunge anche Devin che, arrabbiato con Michael per la morte del suo avvocato, annuncia ai due che ha mandato a casa loro una squadra della Merryweather per uccidere le due. Michael e Jimmy abbandonano il cinema e si recano dalle due donne, riuscendo a salvarle.
Messa al sicuro la famiglia fuori città, Michael annuncia a Lester che i preparativi per il colpo alla Union Depository possono ripartire. I tre riescono quindi a mettere a segno il colpo del secolo. Dopo la rapina, Devin Weston si presenta a casa di Franklin e gli ordina di uccidere Michael, ma il ragazzo gli rivela che Steve Haines gli ha già chiesto di uccidere Trevor. Devin quindi costringe Franklin a scegliere chi uccidere dei due. A questo punto, in base alla scelta del giocatore, la trama proseguirà su uno dei tre filoni narrativi:
- A: Uccidere Trevor (Il terzo incomodo);
- B: Uccidere Michael (L'allievo e il maestro);
- C: Fare una follia (Conti in sospeso).

Finale A
Franklin decide di obbedire a Steve e Dave e chiama Trevor, chiedendogli di incontrarlo al giacimento di petrolio nel quartiere di El Burro Heights. Subito dopo, il giovane chiama Michael in soccorso, e lui, appresa la situazione, accetta di aiutarlo.
Franklin si incontra con Trevor, che però capisce le intenzioni del giovane e fugge in auto. Dopo un breve inseguimento, giungono in un deposito di carburante fuori città, dove arriva Michael che con un'auto manda fuori strada il mezzo di Trevor, il quale si schianta contro una cisterna di benzina, facendone fuoriuscire il contenuto. Franklin spara con una pistola su Trevor che, essendo ricoperto di benzina, muore avvolto dalle fiamme, con la cisterna stessa che esplode (vi è anche la possibilità di non sparare, ma in quel caso lo farà Michael). Michael e Franklin si convinceranno di aver fatto una buona cosa uccidendo Trevor, poiché prima o poi li avrebbe messi nei guai a causa del suo stile di vita incontrollabile. Franklin giudicherà l'episodio istruttivo, anche se i rapporti con Michael si troncheranno per volontà di quest'ultimo che, volendo tagliare col passato, non vorrà mai più avere niente a che fare con Franklin.
Lester divide la parte del bottino della Union Depository di Trevor tra Franklin e Michael, con la famiglia di quest'ultimo che torna definitivamente a casa. Franklin chiama Steve per comunicargli la notizia e gli chiede di convincere Devin a lasciar perdere Michael. Steve accetta di occuparsi di Devin e in cambio chiede a Franklin di non contattarlo mai più.
Finale B
Franklin decide di obbedire a Devin Weston e chiama Michael, chiedendogli di incontrarlo in un campo di satelliti sulla Route 68. Subito dopo il giovane chiama Trevor per chiedere aiuto ma egli, appresa la situazione, si rifiuta di aiutarlo in quanto, essendo stato tradito più volte, non vuole diventare anche lui un traditore.
Una volta faccia a faccia con Michael, questi riceve una chiamata da Amanda che gli rivela che Tracey si è finalmente iscritta al college. Michael è contento ma subito si dispera quando Franklin gli rivela di dipendere da Devin, e fugge fino alla centrale elettrica Palmer-Taylor, dove inizia un burrascoso inseguimento a piedi tra i due protagonisti, che termina in cima alla torre più alta della centrale. Qui inizia un combattimento fra Michael e Franklin, alla fine del quale il secondo spinge il primo giù dalla torre, uccidendolo a causa dell'elevata altezza (vi è anche l'opzione di salvare Michael, ma quest'ultimo dà una testata a Franklin che gli fa mollare la presa).
Franklin, provando rimorso per quello che ha fatto, chiama Lamar e gli annuncia di essere tornato alla sua vecchia vita, ma viene a sapere che l'amico è costretto a nascondersi per sfuggire ai Ballas e a Stretch. Lester manda la parte del bottino della Union Depository di Michael alla famiglia di quest'ultimo, che vende la casa e si trasferisce altrove. Trevor, infuriato per il tradimento di Franklin, decide di troncare definitivamente i rapporti con il giovane.
Finale C
Franklin decide di rifiutare l'ordine sia di Devin che di Steve e cerca invece di salvare i due compagni. Per ottenere consiglio va a trovare Lester, che spiega a Franklin che l'unico modo per salvare i due è fare fuori coloro che hanno ordinato la loro uccisione, ma non prima di aver tolto di mezzo tutti i loro uomini. Il piano consiste nel far credere alla divisione corrotta dell'FIB, capitanata da Steve Haines, e alla sezione della Merryweather controllata da Devin che il bottino della Union Depository si trova in una fonderia nel quartiere di Cypress Flats, così da far venire in forze entrambe le agenzie e tender loro sul posto una trappola.
Mentre Lester avverte Michael e Trevor e organizza tutto, Franklin chiama Lamar in soccorso e questi, appresa la situazione, accetta di aiutarlo. Raggiunta la fonderia, dove sono presenti anche Michael e Trevor, i quali hanno una colluttazione sedata però da Franklin, i quattro attendono l'arrivo dell'FIB e della Merryweather. L'imboscata ha successo e il gruppo riesce a uccidere tutti gli uomini al servizio di Steve e Devin.
Lamar si congeda dal trio e i tre iniziano a dare la caccia ai nemici rimasti, così da chiudere definitivamente tutte le questioni aperte. Michael uccide Stretch, che continua a dare la caccia a Lamar assieme ad un gruppo di Ballas. Trevor uccide Steve Haines, che sta girando una nuova puntata di "The Underbelly of Paradise" per la CNT sulla ruota panoramica del molo di Del Perro. Infine, Franklin uccide Wei Cheng, l'ultimo rivale di Trevor rimasto, e la sua scorta. La richiesta da parte di Trevor di uccidere anche Dave Norton viene respinta da Michael, in quanto Dave è l'unico in grado di evitare che il trio abbia ulteriori problemi con i federali.
Rimane solo Devin Weston, che viene rapito da Trevor, rinchiuso nel bagagliaio di un'auto e portato su una scogliera poco fuori Paleto Bay. Michael e Franklin raggiungono Trevor e, dopo aver deriso Devin, spingono l'auto giù dalla scogliera uccidendolo. Dopo quest'ultimo evento i tre decidono di non lavorare più insieme, rimanendo però amici.
Lester manda al trio la loro parte del bottino della Union Depository e la famiglia di Michael torna definitivamente a casa. Donald "Don" Percival, il presidente della Merryweather, manda un'email a Michael e Trevor, ringraziandoli per aver ucciso Devin, in quanto ha potuto comprare le sue azioni a basso costo e guadagnare un sacco di soldi; promette inoltre ai due che la Merryweather non darà più loro la caccia, a patto che non interferiscano più con le loro operazioni. Anche Dave Norton contatta i due e promette loro che farà in modo che l'FIB non dia loro più fastidio, a patto che non causino ulteriori problemi. (È stato confermato, nell'update The Contract alla modalità online del titolo, che è questo il finale canonico. Lo si può intuire da una frase pronunciata da Franklin nel DLC in questione, che conferma che Michael nel 2021 è ancora vivo. Anche nell'update Smuggler's Run del 2017 abbiamo una frase che testimonia la canonicità del finale, detta da Ron Jakowski per confermare che Trevor era ancora in vita).

## Modalità di gioco
Grand Theft Auto V è un videogioco action-adventure in terza persona (anche in prima persona nelle versioni per Xbox One, PlayStation 4 e Microsoft Windows) ambientato in un mondo completamente aperto. Il giocatore può effettuare combo nei combattimenti, sferrare pugni e calci, utilizzare armi da fuoco ed esplosivi per combattere i nemici; può inoltre correre, saltare, nuotare, e utilizzare veicoli come elicotteri per girovagare all'interno del mondo del gioco. Sono presenti tre tipi di modalità di mira: automatica, semi-automatica o manuale. Quando verrete feriti, noterete un differente sistema di salute, quest'ultima potrà rigenerarsi fino al 50%, ma avrete bisogno di kit medici e/o snack (solo su GTA Online) per ripristinare al 100% la salute del nostro personaggio. L'obiettivo principale del gioco è quello di completare le missioni per proseguire e sbloccare nuovi contenuti attraverso la storia, molto simile ad altri giochi open world, queste missioni possono essere completate a piacere del giocatore. Se il giocatore commette atti illeciti durante il gioco, le forze dell'ordine del gioco possono rispondere, questi ultimi sono rappresentati da stelle visualizzabili in alto a destra dello schermo; ad esempio, se si avranno 4 stelle, gli sforzi compiuti dalle forze dell'ordine diventeranno molto aggressivi e per il giocatore sarà più difficile eliminare o seminare i poliziotti rispetto a quando si avrà una sola stella. Ci sono cinque stelle da ricercato e non sei come nei precedenti GTA. Inoltre è stata introdotta per la prima volta nella serie la presenza di animali tra cui cani, coyote, linci, wapiti, puma e molti altri animali selvatici.
La modalità single-player di Grand Theft Auto V è giocata attraverso tre giocatori controllabili: Michael, Trevor e Franklin. Interagendo con il mondo di gioco, il giocatore può passare da un protagonista all'altro a volontà, mediante una bussola direzionale sul HUD. Franklin corrisponde al punto nord, Michael a ovest, Trevor a est, e il giocatore personalizzato creabile nel multiplayer a sud. È possibile cambiare personaggio ogni volta che si desidera (tranne quando si avranno stelle di sospetto o per accadimenti nel corso della storia) usando l'apposito menù. Quando si cambia personaggio, la visuale si sposta in alto in stile Google Earth, zoomando poi verso la locazione del personaggio scelto. Quando un protagonista non è sotto il controllo del giocatore, si occuperà automaticamente di alcuni suoi impegni giornalieri e si scoprirà in cosa si stava cimentando solo nel momento in cui il giocatore ne riprende il controllo. Ogni personaggio ha i propri soldi, rifugi, armi, automobile (che ritroverà sempre al rifugio, anche se il giocatore la lascia in giro per la città), beni materiali, minigiochi e missioni, ma è possibile che i protagonisti s'incontrino in alcune di queste. Durante le missioni in cui sono presenti almeno due dei tre personaggi, il giocatore può cambiare personaggio attraverso un menù radiale, e la transizione avviene in maniera immediata. In questo modo si può gestire la missione da diverse prospettive, per esempio si possono eliminare nemici all'esterno dell'edificio utilizzando il personaggio che si trova all'esterno, per poi ritornare all'interno utilizzando il secondo personaggio. Ogni personaggio è dotato di un'abilità speciale utilizzabile per pochi secondi; ad esempio, Franklin ha l'abilità speciale di rallentare il tempo mentre guida per rispondere meglio alle curve.
Il gioco è ambientato nello stato di San Andreas (ispirato alla California), nella città di Los Santos (ispirata a Los Angeles) e nella contea di Blaine County, che comprende le cittadine di Chumash, Paleto Bay, Grapeseed e Sandy Shores, la campagna e il deserto attorno. Anche Grand Theft Auto: San Andreas è stato ambientato in questa location, ma su GTA V la città è stata completamente ricreata e resa molto più grande e più fedele alla sua controparte reale. Si tratta di una mappa molto vasta che comprende spiagge, coste, vigneti, campagne, aree selvagge, la zona del Monte Chilliad (e altri monti) e dell'Alamo Sea, una base militare e ovviamente la zona residenziale e il centro cittadino di Los Santos. È anche possibile esplorare l'ambiente subacqueo e grande importanza è data allo spazio anche in verticale, con diversi piani esplorabili in altezza. L'anteprima mondiale di Game Informer ha affermato che l'ambientazione del gioco è più grande di quella di Red Dead Redemption, Grand Theft Auto IV e San Andreas messi assieme; la mappa è grande 81 km², a differenza dei 36 della mappa di GTA: San Andreas. Il giocatore può utilizzare una varietà di veicoli per esplorare il mondo di gioco, sono stati introdotti nuovi tipi di veicoli non presenti nel suo predecessore Grand Theft Auto IV. Un'altra novità è quella legata agli eventi casuali che sono simili a quelli di Red Dead Redemption, altro titolo di Rockstar Games. Girando per la mappa potremmo imbatterci in diversi eventi del tutto casuali con cui potremo decidere se interagire o no; ad esempio, può capitare di trovare in mezzo al deserto un veicolo abbandonato che presenta a bordo dei cadaveri, assistere allo scippo di una vecchietta, trovare qualcuno che chiede un passaggio in auto e molto altro.
Durante il tempo libero è possibile fare diverse attività secondarie come la corsa in Jet Ski, il triathlon, corse in bicicletta, battute di caccia nei boschi e il paracadutismo ma sono presenti anche minigiochi come il golf e il tennis. In GTA V è tornato il cellulare, al cui interno sono presenti diverse applicazioni utili. Non si ricevono più chiamate dagli amici in continuazione, inoltre alcune funzionalità non sono più presenti, in quanto trasferite direttamente sulla mappa a differenza di GTA IV. Ogni personaggio è dotato di un proprio smartphone che può essere utilizzato per contattare amici, impegnarsi in attività, e accedere a Internet e alle e-mail, dove è possibile anche acquistare veicoli. È anche disponibile un social network simile a Facebook e Twitter, LifeInvader e, solo per assonanza, Bleeter. È stata introdotta anche la possibilità di modificare e potenziare le armi: aggiungere puntatori laser, silenziatori, caricatori, luci tattiche e ottiche, inoltre, si possono anche modificare i veicoli: applicare carrozzerie, livree e aerografie, nuovi cerchioni, tinte ai finestrini, spoiler, griglie, tubi di scarico, colore del fumo degli pneumatici, parabufali, luci extra e molti altri accessori, oppure personalizzare la targa, ci sono più di mille modifiche in totale. Come nei precedenti GTA, si può personalizzare il proprio personaggio acquistando nuovi abiti, cambiare taglio di capelli, applicare tatuaggi, e indossare gioielli. Tutti i marchi o aziende presenti nel gioco sono parodie delle controparti reali e molto spesso questi o i loro loghi nascondono un significato di tipo fallico come anche programmi TV o siti internet.
Nelle versioni PS4, Xbox One e PC è possibile attivare un'opzione per giocare con prospettiva in prima persona, come un qualsiasi gioco FPS. In questa modalità sarà possibile usare il cellulare direttamente dal modello di quest'ultimo e non in una schermata a parte, sfruttare in modo efficiente i mirini che si installano sulle armi e guidare vedendo l'interno dei veicoli (che sono stati completamente ricreati, infatti su old-gen poiché non è presente la prima persona, le texture degli interni erano molto scarse), avendo così la possibilità di consultare in tempo reale la velocità attuale, la stazione radio che si sta ascoltando, l'altimetro e molto altro. GTA V è inoltre il secondo capitolo della serie (dopo Grand Theft Auto: San Andreas) ad avere l'esplorazione subacquea.

### Editor Rockstar
L'Editor Rockstar è uno strumento che permette di registrare sequenze di gioco, per poi modificarle aggiungendo filtri, cambiando il punto di vista e personalizzando la profondità di campo e l'audio per creare video che possono essere condivisi sul Social Club o caricati su YouTube. È inoltre compresa la modalità Regista, che consente di creare sequenze cinematografiche utilizzando un cast di personaggi che va dai volti familiari di GTA V ai normali pedoni e persino agli animali. È stato distribuito insieme alla versione PC il 14 aprile 2015 ed è diventato subito popolare tra i creatori di machinima. Il 15 settembre 2015 è stato rilasciato anche su PS4 e Xbox One insieme all'aggiornamento Eventi Freemode (1.29). I migliori video creati con l'Editor vengono frequentemente condivisi da Rockstar stessa sul suo sito ufficiale.

### Missioni secondarie

#### Missioni sconosciuti e folli
Le missioni secondarie Sconosciuti e folli potranno essere attivate in diversi luoghi di Los Santos e Blaine County. Si tratta di 58 missioni secondarie, di cui solo 20 specifiche saranno necessarie per completare GTA V al 100%, il quale sono tutte quelle disponibili per Franklin, la motivazione di questa scelta sta nella possibilità di uccidere Michael o Trevor, rendendo Franklin l'unico protagonista che non può morire. Alcune non verranno conteggiate dal gioco ma verranno considerate parte di una missione unica suddivisa in più sottomissioni, come ad esempio quelle per Barry da svolgere con Franklin.

#### Eventi casuali
Gli eventi casuali presenti in GTA V sono 57 (60 nelle versioni PS4, Xbox One e PC), ma basterà completarne 14 per ottenere la percentuale necessaria ai fini del completamento del gioco del 100%.

#### Collezionabili
In giro per la mappa di gioco sono presenti 50 parti di astronave (che serviranno a ottenere una macchina aliena), 50 frammenti di lettera, 50 acrobazie folli, 50 voli sotto i ponti, 15 voli a coltello, 30 parti di sommergibile, 30 scorie nucleari e 10 trattati Epsilon (che servono a sbloccare il sito del Trattato dell'Epsilonismo). La maggior parte di questi collezionabili si potranno raccogliere dopo aver svolto determinate missioni. Nelle versioni PS4, Xbox One e PC si aggiungono le 27 piante di Peyote, i 50 mosaici scimmie e le 20 fotografie naturalistiche.

### Grand Theft Auto Online

Logo di GTA Online

Grand Theft Auto Online (GTA Online) è il nome ufficiale del multiplayer incluso in Grand Theft Auto V. In Grand Theft Auto Online i giocatori possono esplorare il mondo da soli o con amici, cooperare per completare missioni, formare gruppi per partecipare ad attività ed eventi ambientali o competere con la comunità nelle modalità tradizionali. I giocatori potranno migliorare il loro personaggio personalizzandone l'aspetto, migliorandone le statistiche, ottenendo veicoli personalizzati, acquistando proprietà e partecipando a missioni, lavori e attività per guadagnare reputazione e denaro, in modo da aprire nuove opportunità per crescere nella gerarchia criminale.
GTA Online fu pubblicato il 1º ottobre 2013; al momento del lancio furono riscontrati vari problemi, malfunzionamenti e bug, in seguito corretti attraverso varie patch.
Da novembre 2013 GTA Online fu soggetto a episodi di cheating da parte di alcuni giocatori, che con aiuto di exploit iniziarono a distribuire elevate quantità di valuta di gioco (sotto forma di donazioni o taglie imposte su altri giocatori casuali), causando un grosso sbilanciamento nell'economia del gioco. Il 15 gennaio 2014 Rockstar Games effettuò una manutenzione improvvisa, annunciata solo il giorno prima, volta al miglioramento dei sistemi di sicurezza, alla rimozione di tutti i soldi generati dai cheater e al ban di questi ultimi.
Nel 2017 venne interrotta la possibilità di trasferire il personaggio da PlayStation 3/Xbox 360 a PlayStation 4/Xbox One.
Il 16 dicembre 2021 si è concluso il supporto per le piattaforme PlayStation 3 e Xbox 360, che da tale data non possono più accedere a GTA Online.

## Sviluppo e pubblicazione
Nel settembre del 2009 durante una chiamata telefonica a uno spettacolo televisivo Strauss Zelnick, capo di Take Two Interactive, rispose alla domanda di un ascoltatore riguardo all'uscita di un eventuale sequel di Grand Theft Auto IV, dicendo che al momento la casa newyorkese non ne aveva previsto uno. Il mese successivo, però, Dan Houser, produttore della serie Grand Theft Auto e vicepresidente di Rockstar Games, rilasciò un'intervista al Times in cui confermò che il suo team di sviluppo aveva cominciato a pensare a un sequel di Grand Theft Auto IV e che il metodo di lavoro della società era quello di realizzare prima le ambientazioni di gioco e, solo in seguito, i personaggi principali della storia. Rockstar Games annunciò ufficialmente l'uscita di Grand Theft Auto V il 25 ottobre 2011, attraverso il proprio account Twitter; la software house statunitense, inoltre, rivelò che il gioco era già in lavorazione da tre anni.

Durante lo sviluppo di Grand Theft Auto V Rockstar North ha assunto alcuni ragazzi appartenenti a gang reali dei quartieri di Los Angeles per dare le voci ai criminali di strada presenti nel gioco. Questa notizia è stata confermata dal produttore Lazlow Jones, che in un'intervista ha dichiarato: 
(Lazlow Jones)
La commercializzazione di Grand Theft Auto V era inizialmente prevista per la primavera del 2013, ma nel gennaio dello stesso anno Rockstar annunciò che l'uscita del gioco era stata posticipata al 17 settembre seguente per motivi tecnici (correzione di bug e ottimizzazione del codice). Il 25 agosto 2013 venne annunciata l'entrata di Grand Theft Auto V in fase gold. Il gioco venne regolarmente pubblicato il 17 settembre per Xbox 360 e PS3.
Grand Theft Auto V è stato sviluppato da più di 1.000 persone e il suo sviluppo è costato 256.000.000 di dollari, il che lo ha reso il secondo videogioco più costoso della storia. Così come in altri progetti di Rockstar Games, il gioco sfrutta la versione aggiornata del motore grafico RAGE, utilizzato anche in Grand Theft Auto IV. Inoltre la distanza dell'orizzonte visivo è stata aumentata a 6 km.
Il gioco gira a risoluzione 720p nativa su PS3 e Xbox 360, mentre su PS4 e Xbox One la risoluzione è stata aumentata a 1080p. PS5 e Xbox Series X sono in grado di riprodurre il videogioco a 60 fps e anche la risoluzione nativa è stata aumentata.

### Commercializzazione
Rockstar Games pubblicò otto trailer prima di commercializzare GTA V, più un nono durante l'E3 2014 per l'annuncio delle versioni per console di nuova generazione e PC.
- Il trailer di esordio è stato pubblicato il 2 novembre 2011 sul sito ufficiale della casa produttrice.[12][13][14]
- Il secondo è stato pubblicato il 14 novembre 2012 sempre sul sito ufficiale della Rockstar Games.[15]
- Il 30 aprile 2013 sono stati pubblicati tre trailer, uno per ogni protagonista del gioco.
- Il 9 luglio 2013 è stato pubblicato un video gameplay che mostra le meccaniche di gioco.[16]
- Il 15 agosto è stato pubblicato un video dedicato alla modalità online che prende il nome di Grand Theft Auto Online.[17]
- Il trailer di lancio è stato reso disponibile il 29 agosto 2013.[18]
- Il trailer per le versioni next-gen è stato proiettato il 10 giugno 2014 durante la conferenza Sony all'E3 di Los Angeles, dove mostra alcune innovazioni per le versioni next-gen e PC del gioco.[19]
- Il secondo trailer per le versioni next-gen è stato pubblicato il 12 settembre 2014.[20]
- Il trailer di lancio per le versioni next-gen è stato pubblicato il 10 novembre 2014.[21]
- Il trailer di lancio per la versione PC è stato pubblicato il 2 aprile 2015.[22]

L'11 giugno 2013, durante la conferenza di Sony all'E3, venne annunciato un esclusivo bundle contenente una copia del gioco, una PlayStation 3 da 500 GB e un codice d'abbonamento per 30 giorni al PlayStation Plus. Viene annunciata anche la Grand Theft Auto V Pulse Elite - Wireless Stereo Headset, una cuffia wireless dedicata al gioco in esclusiva presso i rivenditori GameStop. Grand Theft Auto V è il gioco più venduto di sempre per PS3, PS4 e Xbox One.

#### Dischi e installazione
Sono disponibili due dischi per Xbox 360, uno viene usato solo una volta per l'installazione del gioco e il secondo viene principalmente usato per giocare ma contiene anche contenuti opzionali da installare nella console o in una memoria esterna. Rockstar Games in un comunicato ufficiale, tuttavia, ha suggerito di non installare il secondo disco, poiché potrebbe provocare ritardi nel caricamento delle texture del gioco. Per la PlayStation 3, invece, è disponibile solo un disco (un Blu-Ray) che serve sia per installare il gioco sia per giocare. Per entrambe le versioni, l'installazione richiede almeno 8,23 GB di spazio libero su hard disk. Per le versioni PlayStation 4 e Xbox One ci vuole un solo disco (come su PlayStation 3 si tratta di Blu-Ray, ma di capacità differente) di installazione e di gioco visto che occupa 55 GB. Per la versione PC sono invece richiesti 72 GB di spazio libero, distribuiti su 7 DVD DL in forma fisica o in download da piattaforme digitali come Steam, dove il download occupa circa 79,8 GB.

## Protagonisti

### Michael De Santa
Michael De Santa è un ex rapinatore di banche con molta esperienza. Ha una moglie, Amanda, ex spogliarellista e spendacciona, e due figli, Tracey e Jimmy che hanno preso brutte strade sentendosi trascurati dai genitori impegnati a litigare. Il suo vero nome è Michael Townley e operava nel North Yankton (controparte del Dakota del Nord) insieme all'amico Trevor Philips e al complice Bradley Snider. A causa di una rapina finita male in un deposito della cittadina di Ludendorff, dove Trevor è scomparso e Brad è stato ucciso dall'agente del FIB David Norton, si è trasferito a Los Santos insieme alla sua famiglia sotto il nuovo cognome De Santa. Rientra nel giro delle rapine venendo anche scoperto dall'FIB e dal suo vecchio amico Trevor che lo credeva morto.
Ucciso da Franklin Clinton nel finale B del gioco.
È il primo personaggio giocabile nella storia seguito da Trevor.
Caratteristiche: Uomo di mezza età, abile nel tennis e nelle azioni furtive, ha un carattere molto altalenante, passa dall'essere un uomo scoraggiato, depresso e indeciso nelle situazioni familiari più difficili a essere un uomo molto carismatico e deciso nelle situazioni con i suoi amici, come le rapine. Nonostante questo suo comportamento, è un padre premuroso e gentile, cosa non ripagata dai suoi figli, e decide autonomamente di condurre Franklin lontano dal degrado della vita da gangster di quartiere. La sua velocità nel nuoto è molto utile nelle competizioni di Triathlon. Ha l'abilità speciale di rallentare il tempo durante le sparatorie (bullet time).

### Trevor Philips
Un violento e sociopatico narcotrafficante canadese, veterano della guerra fredda e con esperienze di volo, vive in una roulotte a Blaine County, una comunità rurale sudista confinante con Los Santos. Prima di trasferirsi a Sandy Shores, Trevor era un noto rapinatore nel North Yankton insieme all'amico Michael (all'epoca Michael Townley) e al complice Bradley Snider. A causa di una rapina finita male in un deposito della cittadina di Ludendorff, dove Michael è rimasto "ucciso" (per finta e all'insaputa di Trevor) e Brad ucciso da un cecchino, Dave Norton (quello che finge l'uccisione di Michael), Trevor si è trovato costretto a scomparire dalla circolazione. Trasferitosi a Sandy Shores, fonda la "Trevor Philips Industries" insieme agli amici Ron Jakowski e Wade Herbert, società che si occupa della produzione e dello spaccio di metanfetamina e in seguito, se il giocatore acquista il McKenzie Airfield (un hangar a nord di Sandy Shores), di armi. Nel corso della storia si farà molti nemici: la pericolosa organizzazione militare della Merryweather, il boss messicano Martin Madrazo del cartello della droga (a cui rapirà la moglie e mozzerà l'orecchio destro), gli spacciatori di metanfetamina locali, i fratelli O'Neil e i Lost MC di Los Santos, e la Triade di Wei Cheng.
Ucciso da Franklin Clinton nel finale A del gioco.
Secondo personaggio giocabili dopo Michael.
Assomiglia molto a Seth Briars, personaggio che appare in Red Dead Redemption.
Caratteristiche: Nonostante il dimagrimento eccessivo, e anche grazie al passato da militare, Trevor possiede un fisico allenato e in genere una passione per la violenza e le bevande alcoliche. Lo contraddistingue un carattere molto odioso ma a volte anche impressionante. È in grado di sorprendere un nemico con la sua forza e con la sua pazzia. È un uomo trascurato, e si può vedere sia dal modo di vestirsi sia da forti impronte di sporcizia, più visibili in faccia e nelle parti inferiori del corpo. Anche se a prima vista può sembrare un pazzo fuorilegge, in realtà è un uomo molto fedele all'amicizia ed è molto leale con i suoi amici e con la sua famiglia, ribaltando addirittura completamente la sua figura e dimostrandosi alla fine come il più leale dei tre personaggi.

### Franklin Clinton
Un ragazzo afro-americano che lavora per la Premium Deluxe Motorsport, (il cui proprietario fa di nome Simeon Yeterian) concessionario di lusso che vende automobili a chi non se le può permettere, e quando i clienti non riescono a pagare i debiti, Franklin ha il compito di recuperare le auto con gli interessi. Franklin è un membro delle famiglie di Chamberlain Hills, un set delle allora famiglie di Grove Street; sentendosi trascurato dagli OG (Old Ganster, i membri "anziani" della gang), insieme all'amico Lamar, ha creato una gang tutta sua: i Gangsta Forum, un altro sottogruppo delle famiglie dei Chamberlain Hills. Insieme a Lamar, Franklin sarà coinvolto in vari affari riguardanti droga insieme ai loro rivali, i Ballas, con i quali avranno cruente sparatorie. Poi, però, Franklin deciderà di allontanarsi dalla vita da gangster di strada ponendosi sotto l'ala protettiva di Michael, diventando anche lui un rapinatore di successo.
Franklin è il terzo e ultimo personaggio giocabile.
Ricorda molto CJ, protagonista di GTA San Andreas.
Caratteristiche: Un giovane audace, dal fisico scolpito e molto abile al volante. Franklin esegue più commissioni rispetto a Michael e Trevor ma molti difetti sono presenti anche in lui, ad esempio non può nuotare veloce come farebbero gli altri due e ha poca abilità nell'essere furtivo, ma in compenso ha un carattere rispettoso e altre volte agitato, si nota che viene sempre un po' sottomesso dai due (soprattutto da Trevor, che viene tenuto a bada da Micheal) e il suo comportamento non sorprende più di tanto. Sarà costretto a mandare in fallimento la Premium Deluxe Motorsport e lasciare la sua quotidiana vita da gangster in modo da mettersi completamente al servizio di Michael e Trevor come apprendista rapinatore. Va molto d'accordo con Jimmy De Santa, il figlio di Michael.

## Rockstar Games Social Club
Il Rockstar Games Social Club è stato un servizio online gratuito fornito da Rockstar Games stessa, relativo ai giochi dell'ultima generazione. Fu annunciato per la prima volta il 27 marzo 2008 e lanciato ufficialmente al pubblico il 29 aprile 2008, in contemporanea con l'uscita di Grand Theft Auto IV. Il sito estende l'esperienza relativa a diversi titoli di casa Rockstar, tra cui GTA V. Si potrà difatti partecipare a eventi multiplayer organizzati da Rockstar Games, creare crews o entrare a farne parte, vincere premi esclusivi (nonostante a volte vi siano limitazioni per l'Italia), provare le attività create dagli utenti su GTA Online, tracciare e comparare le statistiche e i progressi di gioco con gli amici, consultare e confrontare classifiche, consultare obiettivi mancanti per il completamento al 100% dei giochi che supportano tale funzione e molto altro.
Il servizio è stato chiuso nel luglio 2025, dopo 17 anni di attività. L’URL ora reindirizza al sito principale di Rockstar Games. La chiusura potrebbe anticipare una nuova piattaforma legata al lancio di Grand Theft Auto VI.

### Crews
Le crews sono gruppi di giocatori a cui è possibile unirsi attraverso il Rockstar Games Social Club. Unendosi a tali crews si potranno avere benefici sia all'interno dei giochi Rockstar che le implementano sia fuori. Ne esistono due tipologie: quelle private, che si possono creare e personalizzare liberamente, e quelle pubbliche, aperte a tutti. I giocatori che si uniranno a una crew verranno automaticamente abbinati ad altri membri della stessa durante una partita su GTA Online.

### Creatore di contenuti
Il Creatore di contenuti è uno strumento di GTA Online che permette al giocatore di creare attività personalizzate e pubblicarle sul Social Club così da permettere agli altri giocatori di aggiungerle al gioco e provarle. È stato distribuito in versione beta il 10 dicembre 2013 con l'aggiornamento 1.07. Nella versione beta era possibile creare solo attività per le modalità Deathmatch e Gare, in seguito con gli aggiornamenti successivi è stato introdotto il creatore per le modalità Cattura (aggiornamento 1.12), Last Team Standing (aggiornamento Last Team Standing), Gare stunt (aggiornamento Stunt da capogiro) e Gare multiveicolo (aggiornamento Contrabbandieri). Se meritevoli, le attività create dai giocatori hanno la possibilità di venir verificate da Rockstar stessa, che si occuperà di pubblicizzare l'attività sul suo sito e di includerla tra le attività ufficiali del gioco.
La sera del 21 aprile 2014 l'accesso al creatore di contenuti è stato temporaneamente bloccato per risolvere un grave exploit che permetteva ai giocatori di acquistare gratuitamente oggetti in gioco, l'accesso è stato successivamente sbloccato durante il pomeriggio del giorno dopo.
Nelle versioni PS4, Xbox One e PC, il Creatore di contenuti presenta molti più accessori e memoria rispetto alle versioni PS3 e Xbox 360.

## Colonna sonora
Ideata per riflettere l'ampiezza della scena musicale moderna di Los Angeles, la colonna sonora di GTA V ha 18 stazioni radio, due stazioni talk radio e più di 250 brani in licenza. Il gioco include anche più di 20 ore di musica originale e dinamica creata dai Tangerine Dream, Woody Jackson e i produttori hip-hop di Los Angeles, The Alchemist e Oh No. Su PC, Xbox One e PS4 sono presenti più brani rispetto a PS3 e Xbox 360.

## Applicazioni

### iFruit
iFruit è stata un'applicazione mobile lanciata da Rockstar Games in concomitanza con la pubblicazione di Grand Theft Auto V. Disponibile inizialmente per iOS, è stata successivamente rilasciata per altre piattaforme, tra cui Android, Windows Phone, tablet e computer con Windows 8 e Windows RT, e PlayStation Vita.
L'applicazione consentiva ai giocatori di personalizzare veicoli, creare targhe personalizzate e interagire con Chop, il cane di Franklin, per migliorarne le abilità. Al momento del lancio, sono stati segnalati problemi di connessione ai server, successivamente risolti tramite aggiornamenti.
Rockstar Games ha cessato il supporto per l'app il 12 dicembre 2022.

## Contenuti aggiuntivi
Quasi a cadenza mensile (ormai non più), Rockstar aggiorna il gioco aggiungendo contenuti gratuiti. L'installazione degli aggiornamenti gratuiti è obbligatoria per accedere a GTA Online. Questi aggiornamenti non vengono richiesti su Xbox 360 e PS3, perché considerati di vecchia generazione.
Tutti i veicoli e le armi distribuite con questi aggiornamenti (oltre che alle modifiche di Los Santos Customs, i paracadute di riserva, e i filtri per Snapmatic) sono disponibili sia in single-player che su GTA Online. Le uniche eccezioni sono rappresentate dai Fuochi d'Artificio, introdotti con l'aggiornamento Independence Day (disattivati alla fine dell'evento omonimo ad agosto 2014), e da tutti i contenuti degli aggiornamenti Colpi, Lowriders (tranne le armi), Dirigenti e altri criminali, e gli altri successivi a quest'ultimo, che sono disponibili solo su GTA Online.
La versione Xbox 360 contiene tutti di base tutti i contenuti fino all'aggiornamento GTA Online: Lowriders con la relativa chiusura dei server il 16 dicembre 2021.
La versione PS3 contiene tutti di base tutti i contenuti fino all'aggiornamento GTA Online: Bikers, con la relativa chiusura dei server il 16 dicembre 2021.
Le versioni PS4, Xbox One e PC Legacy contengono di base tutti i contenuti fino all'aggiornamento Agents of Sabotage.
Le versioni PS5, Xbox Series X/S e PC contengono di base tutti i contenuti fino all'aggiornamento Agents of Sabotage e con relativi contenuti esclusivi per le versioni Next-Gen attuali.
Sempre per le versioni PS5, Xbox Series e PC (enhanced) è disponibile un pacchetto chiamato gta+, ha la funzionalità di dare soldi all'accesso del gioco, e altre cose mensilmente, con un'abbonamento al mese.

## Edizioni speciali
Oltre alla versione standard, Rockstar Games ha reso disponibili altre due versioni del gioco:

### Special Edition
- Una copia di Grand Theft Auto V;
- SteelBook da collezione con immagini esclusive, lo speciale SteelBook presenta colori personalizzati e finiture metalliche che evidenziano tutti i dettagli delle immagini di Michael, Trevor e Franklin, appositamente create per l'occasione;
- Mappa esclusiva di 55 x 68 cm che mostra una visuale di Los Santos e Blaine County;
- Potenziamento delle abilità speciali, la barra dell'abilità speciale si rigenererà del 25% più rapidamente;
- Sfide esclusive con aerei acrobatici per la modalità single player;
- Sconti nei negozi, vestiti bonus e tatuaggi;
- Armi aggiuntive disponibili gratuitamente che sono: la pistola calibro .50, il fucile a pompa Bullpup e il martello.

### Collector's Edition
- Tutti i contenuti della Special Edition;
- Borsa di sicurezza di Grand Theft Auto V di 27 x 22 cm in cui conservare gli oggetti importanti, è dotata di chiusura a scatto e di chiave a forma di logo. Il retro è decorato con un logo Rockstar stampato sulla serratura e sullo spazio per i dati anagrafici;
- Berretto Grand Theft Auto V New Era 9FIFTY™ con il logo Los Santos ricamato in rilievo sul davanti, il logo Rockstar Games nero sul lato sinistro, il logo Grand Theft Auto V sul lato opposto e la chiusura regolabile sul retro;
- Alcuni personaggi esclusivi della serie di GTA (Claude Speed, Misty e Niko Bellic) da utilizzare nel sistema di creazione personaggio di Grand Theft Auto Online;
- Veicoli unici, nella modalità giocatore singolo i garage dei protagonisti ospiteranno una Vapid Hotknife (Muscle), in stile anni 30, e la moto sportiva Nagasaki Carbon RS. In Grand Theft Auto Online, invece, ci sarà l'auto elettrica Hijack Khamelion (Sportive).

Inoltre, coloro che hanno pre-ordinato il gioco, sia in versione standard sia speciale, hanno ricevuto il dirigibile Atomic Blimp. Questo contenuto era disponibile anche con le prime copie normali del gioco. I contenuti aggiuntivi della Special/Collector's Edition a oggi sono ancora esclusivi delle rispettive edizioni (tranne i veicoli unici e le armi, presenti di base su PS4, Xbox One e PC).

## Accoglienza
Fin dall'uscita, il gioco è stato accompagnato da recensioni entusiastiche. Gran parte delle riviste e dei siti specializzati hanno dato voti molto alti (spesso il massimo possibile). Nel corso del 2013 il gioco ha vinto molti premi ed è stato il secondo titolo più premiato dell'anno aggiudicandosi 158 premi (nettamente dietro The Last of Us con 248 e nettamente davanti a BioShock Infinite con 42).
Costato circa 256 milioni di dollari, ne ha guadagnati 815,7 milioni nelle prime 24 ore dopo la messa in vendita e ha superato il miliardo nei primi tre giorni di commercializzazione e oltre 15 milioni di copie vendute (11,21 milioni solo il primo giorno). Battendo il record di Call of Duty: Black Ops, per il lancio più remunerativo della storia, con 1,57 milioni di copie vendute in un giorno, contro le 1,41 milioni del rivale, il 7 ottobre si è piazzato ufficialmente al 12º posto nella classifica dei giochi più venduti di sempre nel Regno Unito, posizionandosi anche come quinto gioco di maggior successo economico di sempre dopo quattro capitoli della serie Call of Duty, vendendo in sole tre settimane più di quanto il predecessore GTA IV abbia fatto finora, a distanza di cinque anni dall'esordio.
Per quanto riguarda invece le release digitali, GTA V ha infranto il record di The Last of Us, dominando la classifica PS3. Ha infranto ben sette record mondiali, entrando ufficialmente nel Guinness dei primati come videogame più venduto nelle prime 24 ore, come videogioco di azione/avventura più venduto nelle prime 24 ore, come prodotto d'intrattenimento che è riuscito a raggiungere 1 miliardo di dollari di incassi nel minor tempo e come videogioco che ha generato più rapidamente introiti per 1 miliardo di dollari. Basti pensare che Call of Duty: Black Ops (precedente detentore video ludico del record) raggiunse il miliardo al 19º giorno di lancio, il quarto maggior incasso mondiale, The Avengers del 2012, al 15º giorno di trasmissione al cinema e l'opera cinematografica di maggior incasso mondiale, Avatar del 2009, in 7 giorni dall'uscita, mentre il secondo film di maggior incasso mondiale, Titanic del 1997, incassò solo 28 milioni di dollari nella prima settimana.
Il primo trailer di GTA V è stato il più visto per un videogioco di azione/avventura fino a dicembre 2023, superato dal trailer del suo successore GTA VI, a dicembre 2023 il trailer ha raggiunto 100 milioni di visualizzazioni; il gioco si è conquistato anche il primato di videogioco con entrate più alte mai realizzate da un'opera d'intrattenimento in 24 ore, conseguentemente è il videogioco con maggiori guadagni in 24 ore.
A novembre 2018 GTA V aveva venduto complessivamente 100 milioni di copie, salite a 110 milioni ad agosto 2019, a 135 milioni ad agosto 2020, a 145 milioni a maggio 2021, a 155 milioni a novembre 2021, a 160 milioni a febbraio 2022, 170 milioni ad agosto 2022 e 190 milioni a novembre 2023, con un incasso complessivo di oltre 11 miliardi.

### Recensioni
| Sito/Testata   | Voto (old-gen) | Voto (next-gen) |
| -------------- | -------------- | --------------- |
| Metacritic     | 96/100         | 97/100          |
| GameSpot       | 9/10           | 9/10            |
| IGN            | 10/10          | 10/10           |
| SpazioGames.it | 10/10          | 9/10            |
| Everyeye       | 10/10          | 9,5/10          |
| Multiplayer.it | 9,7/10         | 9,7/10          |

### Controversie
La missione "Da manuale", presente in Grand Theft Auto V, ha attirato numerose critiche per la presenza di una sequenza in cui il giocatore è obbligato a utilizzare strumenti di tortura per estorcere informazioni a un prigioniero. Sebbene alcuni critici abbiano riconosciuto l’intento di critica politica nei confronti dell’uso della tortura da parte del governo degli Stati Uniti, altri hanno giudicato la scena di cattivo gusto e troppo esplicita. Il sito GameSpot ha evidenziato una contraddizione tra il monologo critico del personaggio Trevor e l'effettiva esperienza di gioco. Eurogamer ha sottolineato come la regia ravvicinata e le sequenze interattive aumentino l’impatto della violenza, rendendola più disturbante rispetto ai precedenti titoli della serie. A seguito delle polemiche, la scena della tortura è stata tagliata nella versione giapponese del gioco.
Il gioco è stato anche oggetto di accuse di misoginia. Diversi recensori hanno criticato la rappresentazione delle donne, descrivendole come personaggi stereotipati, spesso presenti solo come vittime, oggetti sessuali o figure marginali. VG247 ha osservato che i personaggi femminili servono solo a essere salvati, insultati, utilizzati sessualmente o ridicolizzati. In risposta a una recensione di GameSpot in cui la giornalista Carolyn Petit definiva il gioco misogino, si è scatenata una violenta reazione da parte del pubblico, con migliaia di commenti negativi e una petizione su Change.org per chiederne il licenziamento.
Nel dicembre 2014, le catene di distribuzione australiane Target e Kmart hanno ritirato il gioco dagli scaffali a seguito di una petizione su Change.org che denunciava la rappresentazione della violenza contro le donne. La petizione ha raccolto oltre 40.000 firme. L’editore Take-Two Interactive ha espresso pubblicamente disappunto per la decisione, ribadendo la fiducia nei confronti del gioco e dei suoi sviluppatori. Alcuni media, come IGN, hanno definito la petizione disinformata, affermando che nel gioco non sono presenti premi o incentivi per atti di violenza sessuale, che sarebbero comunque vietati dalla commissione di classificazione australiana. Altri, come Kotaku, hanno sostenuto che le catene avessero il diritto di scegliere quali prodotti vendere, soprattutto alla luce dell’ampio sostegno alla petizione.
Ulteriori controversie hanno riguardato la rappresentazione di personaggi transgender, spesso raffigurati come sex worker muscolosi e caricaturali, rafforzando stereotipi transfobici. L'attivista online Ben Colliver ha definito la rappresentazione dannosa e non rappresentativa della complessità delle esperienze transgender. A seguito di queste critiche, nella versione rilasciata nel 2022 per PlayStation 5 e Xbox Series X/S, Rockstar ha rimosso questi contenuti da tutte le modalità tranne la Modalità Regista.
Nel 2013, il rapper Daz Dillinger ha inviato una lettera di diffida a Rockstar Games e Take-Two Interactive per l'uso non autorizzato di due sue canzoni: "C-Walk" di Kurupt e "Nothin' But the Cavi Hit" di Mack 10 e Tha Dogg Pound, incluse nella stazione radio West Coast Classics. 
Nel febbraio 2014, Karen Gravano, ha fatto causa a Rockstar, sostenendo che un personaggio del gioco fosse basato sulla sua vita senza consenso. Nello stesso anno, l'attrice Lindsay Lohan ha intentato una causa simile, sostenendo che il personaggio di Lacey Jonas fosse modellato sulla sua immagine, voce e linea di abbigliamento. In entrambi i casi, Rockstar ha chiesto l’archiviazione delle cause per violazione del Primo Emendamento e nel 2016 le cause sono state respinte.